# Grupos de Operaciones Especiales (España)
Los Grupos de Operaciones Especiales (GOE) son las fuerzas de operaciones especiales del Ejército de Tierra Español, también denominados como Boinas Verdes. 
Inicialmente se destinaban principalmente al combate de guerrillas, pero en la actualidad su función es de misiones de infiltración y reconocimiento por cualquier medio para la vigilancia u observación o ataques concretos, siempre en pequeños grupos (15-20 hombres aproximadamente) y siempre detrás de las líneas enemigas. Otro tipo de misiones en las que participa son las llamadas operaciones NEO (non-combatant evacuation operation —operación de evacuación de no-combatientes), consistentes en la ayuda o extracción a compatriotas en países extranjeros, normalmente en conflicto, para su evacuación inmediata o su puesta a salvo. 
Desde mayo de 2012 y después del Ejercicio Dynamic Mix-02 celebrado en España y llevado a cabo por el Mando de Operaciones Especiales, España fue reconocida por la OTAN como nación líder en este tipo de operaciones. Tan solo las Unidades Especiales de Estados Unidos (Navy SEALs y Delta Force), Francia (Legión Extranjera) y Reino Unido (Servicio Aéreo Especial) tenían esta distinción. Los GOE forman desde entonces parte de estas prestigiosas unidades.

## Estructura
El Mando de Operaciones Especiales, conocido popularmente como boinas verdes o guerrilleros, son las Unidades de Operaciones Especiales del Ejército de Tierra español. Lo componen unos 900 efectivos, especialistas en varias disciplinas. Su cuartel está en Alicante, pero la preparación está ligada a la Escuela Militar de Montaña y Operaciones Especiales en Jaca (Huesca). No lejos de Alicante está la base de la unidad equivalente del Ejército del Aire y la de la Armada.
Existen actualmente tres unidades GOE dentro del Ejército de Tierra Español: 
- GOE Valencia III
- GOE Tercio del Ampurdán IV
- XIX Bandera de Operaciones Especiales de La Legión Caballero Legionario Maderal Oleaga (XIX BOEL).

Una unidad GOE se divide en equipos operativos (EOs) de 20 soldados, suboficiales y oficiales. Normalmente cada equipo operativo (EO) es dirigido por un capitán y a su vez un comandante se encarga de coordinar los diferentes equipos operativos dentro de cada unidad GOE. Cada GOE dispone de la unidad sección de Plana Mayor, dedicada a dar apoyo logístico a las compañías operativas.
Cada GOE dispone de la unidad sección de Plana Mayor, formada por oficiales, suboficiales y soldados, los cuales se dedican a dar apoyo logístico a los equipos operativos, suministrando material para diversas especialidades y entornos, armamento, transporte-logística, avituallamiento, etc. En combate se organizan en equipos básicos operativos (EO) de 12-16 hombres. Estos grupos tienen una especialización dentro de los GOE: Inserción por agua, movilidad en vehículo, combate en montaña, paracaidismo, combate urbano o tiradores de precisión.
El mando de los GOE está unificado en el Mando de Operaciones Especiales (MOE), el encargado de dirigir los grupos existentes. El MOE tiene como jefe a un general de brigada. Cada Unidad de Operaciones Especiales a un teniente coronel y cada equipo operativo a un capitán. En cuanto a número de miembros cada UOE es lo que correspondería media compañía y cada equipo operativo a tres escuadras. Existe además la Unidad de Operaciones Especiales (UOE), que es la élite del MOE.

### Grupo de Operaciones Especiales "Valencia" III
El GOE III en sus orígenes proveniente del Regimiento de Infantería Valencia III, es la primera en ubicarse en el Acuartelamiento Alférez Rojas Navarrete o Acuartelamiento Rabasa, en la ciudad de Alicante. Está compuesta de la COE 31 (Compañía de Operaciones Especiales) y la COE PLM "Plana y Mando", ya que la COE 32 fue clausurada en 1999. Tras la creación del Mando de Operaciones Especiales en Jaca (Huesca) y su posterior traslado a Alicante, la mayor parte del personal del Mando provenía del GOE III, hasta que se fueron incorporando los otros GOE y completando su plantillas con personal del los mismos en comisión de servicio y vacantes publicadas en el BOD. El GOE III ha sido desplegado en Bosnia y Herzegovina, Kosovo, Irak, Afganistán, Líbano, Malí, República Centroafricana y participó en el asalto a la isla Perejil.

### Grupo de Operaciones Especiales "Tercio del Ampurdán" IV
El GOE IV nació en 1987 al reunirse en Barcelona la COE 41 y la COE 42, entonces bajo el nombre de "Almogávares". En 1997 cambió su nombre a "Tercio de Ampurdán" debido a la presión que ejerció la Brigada Paracaidista para quedarse con el nombre de "Almogávares". En 2001 se trasladó a Alicante. Ha sido desplegado en múltiples rotaciones desde 1996 en Bosnia y Herzegovina. Actualmente participa en todos los teatros de operaciones donde es requerido.

### XIX Bandera de Operaciones Especiales de la Legión "C. L. Maderal Oleaga" (XIX BOEL)
La XIX BOEL "Caballero Legionario Maderal Oleaga" es la unidad de operaciones especiales antiguamente denominada Grupo de Operaciones Especiales "C. L. Maderal Oleaga" XIX, que en 2002 se trasladó al barrio alicantino de Rabasa (donde también está la sede del Mando de Operaciones Especiales (MOE), perdiendo su denominación actual y dejando de pertenecer a la Legión. 
En 2017 el Jefe del Estado Mayor del Ejército, Francisco Javier Varela Salas, cursó las órdenes para que el Grupo de Operaciones Especiales "C. L. Maderal Oleaga" XIX recuperara su identidad legionaria y su antiguo nombre BOEL "C. L. Maderal Oleaga" XIX.
Su sobrenombre se debe a Juan Maderal Oleaga, un legionario que recibió la Cruz Laureada de San Fernando a título póstumo por sus acciones en la batalla de Edchera. La BOEL C.L. Maderal Oleaga XIX ha sido desplegada en misiones de Bosnia-Herzegovina, Albania, Kosovo[cita requerida], Líbano, República Centroafricana y en múltiples ocasiones en misiones de combate reales, aunque el Gobierno de España no lo reconozca[cita requerida], en Irak y Afganistán.

### Grupo de Cuartel General
En este grupo se integra:
- Compañía de Cuartel General.
- Unidad de Instrucción, encargada de tareas de adiestramiento del personal.
- Compañía Inteligencia.
- Unidad de Experiencias, encargada de la experimentación de nuevos sistemas y materiales.
- Unidad de Embarcaciones, que centraliza los medios para desplazarse por el agua.
- Unidad de UAV.
- Unidad de Operaciones Especiales (UOE). Ésta unidad es un grupo de élite, formado sólo por mandos y entrenado para realizar las misiones más complejas.

#### Unidad de Experimentación e Innovación
Está especializada en explorar y experimentar nuevos materiales, tácticas y equipos que pueden proporcionar una ventaja en el campo de batalla. Pueden ser mejoras tanto en la movilidad como en la inteligencia artificial. Fruto de su trabajo fue la incorporación de drones de distintas clases para proporcionar precisión, seguridad y protección. Asimismo de cara al MOE 35 estudia las posibilidades de la robótica terrestre para facilitar los movimientos por el interior de edificios o túneles con mayor seguridad, evitando trampas y emboscadas, así como de la nanorrobótica para infiltrarse en grupos o sitios de difícil acceso y conseguir información de gran calidad en tiempo real.

#### Unidad de Operaciones Especiales (UOE)
Esta unidad se considera la élite del MOE, siendo conocidos coloquialmente como los patanegra. Los miembros de la unidad están encuadrados en el Grupo de Cuartel General del MOE y son seleccionados de entre los mejores del MOE. Poco se sabe de ellos. A veces se le llama UOE2 porque en el momento de su creación ya existía la UOE de la Infantería de Marina. Sus miembros están permanentemente disponibles y deben estar localizables en todo momento por si se decide su activación urgente.
En 2002 el Jefe del MOE (GEMOE) como resultado de algunas experiencias decidió apostar por la creación de una unidad que complementara y ampliara la capacidad de los GOE. El ejemplo eran el Delta Force o el DEVGRU. En 2003 se constituyó un elemento de reserva inmediata a disposición del General Jefe, que se caracterizaba por su notable capacidad de actuación en supuestos especialmente exigentes. Para obtener su personal se decidió optar sólo por cuadros de Mando. Existía en cada GOE un Equipo Operativo (EO) formado sólo por oficiales y suboficiales, con un nivel de adiestramiento superior al resto ya que habían avanzado un poco más en su actividad formativa. Fueron el punto de partida para reclutar los miembros de la UOE.
En los años siguientes se cree que en varias ocasiones la UOE desarrolló misiones concretas fuera de España. En Afganistán se sospecha que sus miembros operaron en misiones las cuales incluyeron la protección y cobertura a personalidades.
Todos sus integrantes son de libre designación por parte del jefe de la UOE. El único requisito oficial es estar en posesión del curso de Operaciones Especiales y formar parte de la cadena de mando (sólo oficiales o suboficiales). Lo que se busca es sacar el máximo partido de los recursos, consiguiendo personal con una amplia experiencia para lograr la versatilidad que requiere en sus misiones. La experiencia y versatilidad en operaciones especiales puede ser vital a la hora de resolver imprevistos que pudieran surgir. Buena parte del UOE tiene por tanto entre 35 y 40 años, muchos con entre 6 y 10 años en un GOE y otro tanto en la propia Unidad. La UOE es una unidad preparada para dos formas básicas de actuar:
- Unidad específica en la que la misión a llevar a cabo se le brinda a ella para desarrollarla y completarla con la máxima eficacia. Sí así lo necesita puede recibir apoyos puntuales de los GOE proporcionando una especialidad específica que requiera un adiestramiento muy técnico, determinado y especializado.
- Dentro de la misión asignada a un GOE puede participar la UOE para capacitar a la GOE en el cumplimiento de un cometido concreto.

## Historia

### Creación de las Unidades de Operaciones Especiales
La idea de crear unidades de operaciones especiales nace en 1956, cuando se propone impartir un curso para diplomar a los mandos de las futuras unidades. El ejemplo de EEUU y la profusión de luchas de guerrillas parecían aconsejar el contar con este tipo de unidades. A modo experimental en 1957 se desarrolla el primer curso de aptitud para el Mando de Unidades Guerrilleras.
En diciembre de 1961, finalizado el IV curso ya se contaba con suficientes mandos para formar la primera Unidad Guerrillera, por lo tanto se decide la creación experimental de las dos primeras Unidades de Operaciones Especiales: 
- La n.º 71 se encuadra en la Agrupación de Infantería Milán n.º 3 en Oviedo, con dependencia táctica de la División Oviedo 71.
- La n.º 81 se encuadra en la Agrupación Zamora n.º 8 en Orense, como parte de la División n.º 81.

Ambas tenían como plazo para finalizar su organización el 1 de marzo de 1962. Como armamento se dota a cada hombre de su fusil de asalto CETME, pistola y cuchillo. Todo el personal de tropa era voluntario, aunque debía superar las pruebas de selección, facilitándoles el reenganche si lo deseaban. El Plan de Instrucción fue encargado a la Dirección General de Enseñanza.

### Las Compañías de Operaciones Especiales
En diciembre de 1962 la UOE n.º 71 estrenó la Boina Verde. El 10 de julio de 1965 se decide que en los batallones de Infantería sean organizadas Unidades de Operaciones Especiales. En agosto de 1966 se específica la creación de una compañía de operaciones especiales en cada uno de los Regimientos de infantería, con el nombre genérico de C.O.E., de modo que entre 1966 y 1969 fueron apareciendo todas las C.O.E.. Las excepciones fueron la 103 del Regimiento de Infantería Canarias 50 que fue creada en 1976, y la UOE de La Legión y la COE de la EMMOE, ambas en 1981. Se alcanza el número máximo de C.O.E., 25 en total, ese año 1981.
A las C.O.E. se les asignaron nombres de guerrilleros y militares célebres, si bien se les identificaba por un número orgánico o ciudad de ubicación. En los años 70 las unidades van consolidando relaciones con los Regimientos de los que dependían administrativamente. Con sus plantillas definidas y un programa de instrucción ya rodado, aunque no unificado, van adquiriendo prestigio en el resto del ejército.
Las Operaciones Especiales en La Legión siguieron una senda independiente pero convergente. En la década de los 70 se siguió la tendencia iniciada por los estadounidenses en Vietnam y fueron organizadas secciones de operaciones especiales para realizar operaciones helitransportadas de control sobre el Frente Polisario y los guerrilleros marroquíes en el Sahara Occidental. La idea surgió de unas maniobras de guerra de guerrillas que organizó en 1971 el 4.º tercio de la Legión con la compañía de operaciones Especiales de Tenerife. La creación de estas secciones en los Tercios Saharianos fue el inicio de las operaciones especiales dentro de la Legión. Son las únicas unidades de operaciones de combate españolas que han entrado en combate real, y han sufrido bajas en acciones de guerra. Casi simultáneamente los otros Tercios organizaron también sus secciones, llegando a existir un total de 8 unidades de este tipo en 1975.

### Creación de los Grupos de Operaciones Especiales
En la década de los 80 el ejército se reorganiza, y muchas C.O.E. son disueltas o cambian de guarnición para integrarse en una unidad superior, el Grupo de Operaciones Especiales (GOE). La integración en la OTAN puso fin al concepto de Defensa Operativa del Territorio y se abandonó la guerra de guerrillas como posible escenario de las fuerzas especiales. Además uno de los problemas de las COE era la integración de todas ellas en una misma organización.
En mayo de 1979 nace el GOE I, apareciendo, por primera vez en España una unidad de Operaciones Especiales tipo Batallón. Esto conllevó unificación de doctrina y procedimientos, así como un nuevo enfoque hacia acciones de Operaciones Especiales que fueran más allá de la guerrilla y contraguerrilla. 
- En mayo de 1979 las UOE 11, 12 y 13 y una Unidad Plana Mayor de mando constituyen el GOE I.
- En 1984 las COE 31 y 32 forman el GOE III.
- En mayo de 1985 la UOEL se transforma en Bandera de Operaciones Especiales de la Legión, integrándose en el Tercio Alejandro de Farnesio IV de la Legión.
- En octubre de 1985 la COEs 21 y 22 forman el GOE II. Las COE 91 y 92 fueron disueltas.
- En junio de 1986 las COE 61 y 62 forman el GOE V.
- En marzo de 1987 las COEs 41 y 42 forman el GOE IV. Las COE 51 y 52 fueron disueltas.
- En enero de 1988 se funda el GOE VI, con las COE 71, 72, 81 y 82.
- En octubre del año 1997 se crea el Mando de Operaciones Especiales, activado en julio de 1998. Bajo un mando único quedan los GOE III y IV, junto a la XIX Bandera de Operaciones Especiales de la Legión. También dependen de él a efectos de coordinación, entrenamiento e instrucción las restantes Unidades UOE que estén organizadas, o que puedan organizarse, dentro de la Fuerza Terrestre.

En julio de 2005 se constituye, bajo dependencia orgánica del Mando de Operaciones Especiales, el Batallón de Cuartel General del Mando de Operaciones Especiales. Esta es la Unidad encargada de prestar los apoyos necesarios, principalmente los referentes a mantenimiento, abastecimiento y transporte, a las distintas Unidades operativas así como a su Cuartel General. Como Unidades subordinadas cuenta con Compañía de Cuartel General, Unidad de Inteligencia, Unidad de Experiencias, Unidad de Operaciones Especiales y Unidad de Instrucción.
En 1997 se crea una Unidad tipo Compañía independiente para que desarrolle, mantenga y explote los sistemas de Comunicaciones e Información para el Mando y Control, que le permitan manejar de la mejor manera posible a las patrullas desplegadas en operaciones. Esta Unidad, compuesta de una Sección Radio, una Sección de Sistemas de Información y un equipo de PLMS, permanecerá en la nueva Organización Operativa de la BOEL hasta su posterior Transformación y Traslado como GOE XIX en julio de 2002.

### Grupo Operaciones Especiales
El paso de organización de COE a GOE mejoró la capacidad de planear y realizar operaciones así como gestionar material y efectivos. Pero faltaba todavía integrar las operaciones especiales en el planeamiento de las operaciones conjuntas. Nació así el Mando de Operaciones Especiales.
Los Grupos de Operaciones Especiales (GOE) vienen realizando misiones en el extranjero desde el año 1993. La operación de mayor protagonismo mediático fue la "Operación Cantado", cuando en julio de 2002 se les encargó desalojar a los soldados marroquíes que ocupaban la isla de Perejil.
Los miembros de las fuerzas especiales están, o han estado recientemente, desplegados en varias misiones en el extranjero:Líbano, Afganistán, Irak, Túnez, Mali, Mauritania o en aguas de Somalia. Además deben cumplirse las obligaciones con la OTAN y entrenar a las unidades. Ante la coyuntura internacional y la necesidad de mantener despliegues de una manera indefinida el Ministerio de Defensa aprobó la creación del nuevo GOE Granada II, que se unía a los tres GOE ya existentes (Tercio de Ampurdán IV, Legionario Maderal Oleaga XIX y Valencia III).
Una de las ambiciones de los GOE es contar con una unidad de helicópteros debidamente capacitados para cooperar con las unidades de operaciones especiales, al igual que sucede en otros países de la OTAN. Mientras eso suceda se entrena con los CH-47 de las FAMET todo lo posible. Actualmente se lleva a cabo el programa MOE35 para diseñar como debe ser la futura organización y equipamiento.
Con la vista puesta en el año 2035, el Mando de Operaciones Especiales experimentará un importante aumento de efectivos, de 900 a unos 1300. También se contempla la adquisición de la tecnología más avanzada y el rediseño de los grupos. Dentro de ese rediseño está la disolución del GOE II, cuyos efectivos se repartirán entre el resto de grupos. Así se mantendrá tres grupos operativos (“Valencia III”, “Tercio de Ampurdán IV” y Bandera “Caballero Legionario Maderal de Oleaga XIX”) y un nuevo cuarto -grupo se ocupará de los aspectos logísticos.

## Historial operativo
Desde la creación del mando de Operaciones especiales sus unidades han participado en la totalidad de las misiones en las que un contingente Español ha desplegado tanto en misiones humanitarias como mantenimiento de la paz. La mayoría de sus operaciones no llegan a conocerse nunca ya que el Gobierno de España rara vez ha reconocido su participación. Afganistán es el país donde más misiones han realizado, seguido de Líbano y Bosnia.
- Bajo mando ONU. Integrada en SPAGT (Bosnia), 1993-96.
- Bajo mando OTAN. Núcleo de Operaciones Especiales en SPABRI (Bosnia), 1996-98.
- Bajo mando OTAN. Integrada en MNDS (Bosnia), 1997-2001.
- Bajo mando OTAN. Integrados en MNB (Kosovo), 1999-2002.
- Bajo mando OTAN. Integrados en MNB (SP) (Irak), 2003-2004.
- Bajo mando OTAN. Integrados en MNB (SP) (Afganistán), 2002-2021.
- Bajo mando ONU. Integrados en Operación Libre Hidalgo (Líbano).
- Bajo mando UE. Integrados en Operación Sierra Charlie, parte de la Operación Takuba de la UE, en Malí, 2014-hoy.[23]

### Balcanes
En 1993, y por primera vez, el Ejército participó en una misión de mantenimiento de la paz en el extranjero. Desde 1993 se destinaron ininterrumpidamente fuerzas de Operaciones Especiales en Bosnia-Herzegovina, actuando como cascos azules para cumplir misiones de protección y de reconocimiento especial. Desde 1995, con el traspaso de responsabilidad de la ONU a la OTAN, los boinas verdes fueron encuadrados en el Núcleo de Operaciones Especiales(NOE) de la brigada española (SPABRI) y luego, además, en la división multinacional Salamandre bajo mando francés.
El NOE estaba compuesto por una plana mayor, la base radio, un equipo operativo (EO) y hasta tres patrullas de reconocimiento especial, desplegadas permanentemente en puntos de interés. Se empezó con misiones puntuales de escolta, de información y de reconocimiento. Posteriormente se desplegaron patrullas de forma permanente en localidades con un mayor grado de conflictividad. La actuación aislada de los boinas verdes, que supieron ganarse el aprecio de la población local civil y militar, fue clave para obtener información de interés. Las misiones de acción directa fueron excepcionales, pero las que hubo se planificaron y ejecutaron con la máxima eficacia, evitando las bajas gracias a la sorpresa conseguida. Como las brigadas españolas rotaban por Bosnia, fue así como el resto del ejército conoció la labor de los boinas verdes españoles y descubrieron el valor de las operaciones especiales.
En 1999 comenzó la participación en Kosovo, mediante la aportación una pequeña UOE a la agrupación táctica española, encuadrada en una brigada italiana.

### Sáhara español
A finales de 1971 la COE 102 de Tenerife se trasladó al Sahara y participó en dos ejercicios de guerrillas, demostrando que los soldados de operaciones especiales podían ser muy eficaces. Se creó así una inquietud en la Legión, que llevó a entrenar en operaciones especiales una sección de la 8.ª compañía de la VIII Bandera. En 1972 el 4.º Tercio Sahariano aprovechó la incorporación de oficiales diplomados en Jaca para poner en marcha dos secciones de operaciones especiales (SOE), una por bandera. Como no se contaba con vehículos suficientes se decidió que una SOE fuera helitransportada.
Ante la posibilidad de que el Frente Polisario aumentará su actividad las dos banderas del 4.º Tercio y el grupo de caballería empezaron en 1974 a entrenarse en guerra no convencional, contando con las SOE para actuar de guerrilla y contraguerrilla. Gracias a las SOE hubo una mejora en la operatividad de todas las unidades en guerra irregular. Tras el ataque al puesto de Policía Territorial de Tifariti en diciembre de 1974 los policías que salieron en persecución de los guerrilleros del Polisario sufrieron una emboscada. En su ayuda acudieron en helicópteros las dos SOE del 4.º Tercio, siendo la primera operación aeromóvil de combate española y el primer combate real de unidades de operaciones especiales del ejército español. Hubo que lamentar la muerte del sargento Carazo.
También realizaron ejercicios de guerrilla y emboscadas nocturnas la SOE del Tercio 3.º en los alrededores de El Aaiún, donde más posibilidades existían de infiltración del Polisario. Cada Tercio fue creando su SOE hasta que en 1975 ya había 8, en Sáhara y resto de África.

### Apoyo en lucha contra ETA
En octubre de 1974 y como parte de la Operación Iruña las compañías de Operaciones Especiales con sede en Burgos y Bilbao se trasladaron a la frontera con Francia para ayudar en las tareas de control de la frontera. Se trataba de ayudar a policía y Guardia Civil en evitar el paso de terroristas de ETA, armas y explosivos. La COE de Burgos ya había prestado servicio de seguridad en el Gobierno Militar de Burgos durante los juicios militares contra etarras. La Operación Iruña duró hasta 1976, viendo a varias unidades militares patrullar la frontera desde Vera de Bidasoa hasta Roncesvalles.
La misión de los boinas verdes consistía en establecer puestos de control y patrullas de vigilancia, incluida alguna nocturna.
En marzo de 1981 se inició la Operación Alazán, con el mismo objetivo de impedir el paso de comandos y armamento de ETA a España. La duración fue menor, en julio se terminó. La COE de Burgos también participó.

### Islote de Perejil
En julio de 2002 los marroquíes ocuparon el islote deshabitado de Perejil. Ante las peticiones españolas de desalojar miembros de la infantería de marina marroquí relevaron a los gendarmes que habían ocupado el islote. El Gobierno de España, tras dar un ultimátum, ordenó la recuperación del islote por parte de las Fuerzas Armadas españolas. Así, el día 16 de julio un equipo formado por 23 boinas verdes del Grupo de Operaciones Especiales III embarcaron en tres helicópteros AS532 Cougar para asaltar el islote. Les reforzaron 3 helicópteros UH-1H artillados de las FAMET y cinco infantes de Marina del Tercio de Armada, que les acompañaron en el asalto y hubieran coordinado el apoyo de fuego en caso de que hubiera sido necesario.
A las 6:21 de la madrugada del 18, los boinas verdes desembarcaron rápidamente de los helicópteros, en vuelo estacionario. En pocos minutos capturaron a la docena de soldados de la guarnición marroquí, cumpliendo así la orden de cero bajas. La operación fue difícil ya que el viento era fortísimo. Los boinas verdes hubieron de saltar desde los helicópteros sacudidos fuertemente por el viento, saltando desde dos o tres metros con el peso de todo su equipo sobre rocas. Uno de los soldados se rompió la rodilla y los otros afortunadamente solo tuvieron contusiones.

### Cooperación con el CNI
Emboscada de Latifiya
En junio de 2004 el CNI volvió a tener agentes en Irak. Después del asesinato de siete agentes en Latifiya y otro en Bagdad en 2003 el CNI había abandonado Irak. Los nuevos efectivos del CNI llegaron acompañados de boinas verdes encargados de prestarles protección. Desde entonces los boinas verdes se han desplegado muchas veces con miembros del CNI. La razón fue que al analizar la emboscada de Latifiya, el Centro Nacional de Inteligencia decidió solicitar apoyo a las Fuerzas Armadas para prestarles un equipo pequeño y bien adiestrado, con gran potencia de fuego, entrenado para operar en ambientes hostiles lejos de sus propias bases y con gran capacidad de supervivencia. Ese equipo complementaría las capacidades de obtención de inteligencia de los agentes del CNI. Tenía que ser un equipo discreto, acostumbrado a planear operaciones secretas y que, una vez ejecutadas mantuviera el secreto.
Dentro del secreto se sabe que los boinas verdes han intervenido con agentes del CNI en Afganistán y Líbano. Los boinas verdes tienen como misión proteger e incrementar la capacidad de supervivencia de los elementos de contrainteligencia nacional. Pero no se trata de hacer de escoltas, ya que además complementan las capacidades de los miembros del CNI mediante el reconocimiento del terreno, así como la evaluación de la amenaza. Se han dado casos de vehículos camuflados de estos equipos mixtos que fueron tiroteados en Afganistán, con los cristales blindados llenos de impactos de balas.

### Afganistán
Desde el 2005 hasta el 2009 el MOE aportó la unidad de enlace y observación (UEO) incluida en la agrupación de reconstrucción provincial española desplegada en la provincia afgana de Badghis, en el marco de la operación “Romeo-Alfa” con ISAF, en Afganistán. 
En el 2010 una unidad del GOE III se desplegó en Afganistán con la misión de adiestrar un batallón afgano.
En 2021 Defensa envió un equipo de operaciones especiales a Kabul para colaboren las tareas de evacuación de civiles afganos. Entre sus misiones estaban dar apoyo al personal de la embajada (17 policías del GEO y el embajador) y ayudar a localizar a colaboradores afganos para ser evacuados.

### Líbano
Entre 2006 y 2009 una FOE participó en el Líbano, encuadrada en la brigada española. Sus cometidos fueron vigilar el cese de hostilidades, apoyar la aplicación de los acuerdos de Taif, impedir el contrabando de armas y asegurar el acceso de ayuda humanitaria a la población civil.

### Irak
En 2003 tropas españolas y centroamericanas formaron la Brigada Plus Ultra y se establecieron en la en las ciudades de Diwaniya y Nayaf. Parte del despliegue español fue un equipo operativo de boinas verdes. En septiembre de 2003 colaboraron con el destacamento operativo 583 del 5.º Grupo de fuerzas especiales de EEUU para detener una célula terrorista. En la batalla de Nayaf en 2004 la sección de tiradores de precisión presente en la base participó en los combates.
En 2016 el Mando de Operaciones Especiales (MOE) se esplegó en el Baghdad Diplomatic Support Center un equipo operativo, parte de un equipo de tiradores de precisión y algunos miembros de la sección de Mando y Control. Le siguieron la Plana Mayor de Mando y el resto del equipo de tiradores.
Los españoles fueron integrados en el Command Joint Special Operations Task Force-Iraq (CJSOTF-I), liderado por EEUU con la presencia de varios países. La unidad fue denominada Spanish Special Operations Task Group (SOTG) y asignada a la formación de las fuerzas armadas iraquíes, en especial del Counter Terrorism Service (CTS). Los boinas verdes, en solitario o en colaboración con otros países, instruyeron a militares iraquíes de Operaciones Especiales. Impartieron el Curso de Comando (básico), Curso de Tiradores de Precisión (junto a neerlandeses), Curso de Comunicaciones, Curso de Sanitario de Patrulla y el Curso de Unidades de Policía Especial (con EEUU). Los equipos de Operaciones Especiales participaron en la toma de Mosul junto a las unidades del Ejército iraquí que adiestraban, pero como parte de su misión de acompañamiento.
Los boinas verdes españoles solicitaron vehículos RG-31 para desempeñar sus misiones, pero hubieron de conformarse con los Lince y tuvieron que adaptarlos a las exigencias iraquíes.

### África
Ha sido frecuente la participación de los boinas verdes en maniobras y misiones de entrenamiento en los países del Sahel. La participación de los boinas verdes ha incluido a Mozambique, Senegal, Mauritania, Mali, República Centroafricana, etc..
En 2014 los boinas verdes llegaron a República Centroafricana como parte del esfuerzo de la UE en separar a los dos bandos en lucha (Seleka y Antibalaka) y proteger a la población civil de los combates. En las patrullas por las calles de Bangui en ocasiones se vieron obligados a usar sus armas para repeler ataques a ellos o tropas francesas. En 2017 especialistas del MOE efectuaron labores de formación de sanitarios de combate de las Fuerzas Armadas de Túnez. Un pequeño núcleo del Mando de Operaciones Especiales (MOE) del Ejército de Tierra (ET) fue desplegado en 2018 en la República Centroafricana con la misión de realizar el adiestramiento de la futura compañía de operaciones especiales. En la Operación EUTM/Mali los boinas verdes entrenaron y asesoraron a los militares locales para conducir operaciones militares contra los grupos terroristas. En Senegal dentro de la Operación Sierra Charlie se trabajó también en mejorar las capacidades de las Fuerzas Armadas locales. En 2019 se evaluaron puntos del norte de Mali para desplegar unidades de operaciones especiales en el marco de la operación Takuba contra el terrorismo yihadista en el Sahel y como respuesta a una petición formulada por Francia, cuya misión Barkhane pasaba por un momento delicado. La decisión final fue no enviar a los boinas verdes. Los boinas verdes participan cada año en el ejercicio Flintlock, que se desarrolla en el norte de África bajo la dirección del mando de los Estados Unidos para este continente.

## Selección y entrenamiento
El factor psicológico es clave en la selección y entrenamiento. Las duras pruebas que deben pasar los candidatos van fortaleciendo el espíritu. Sólo unos pocos de los aspirantes logran superar el reto porque durante los meses que dura el curso básico se produce una selección. Hay más peticiones de ingreso que vacantes y la superación física, técnica y táctica en la etapa de selección lleva aparejada consigo una superación mental. 
Los cuadros de mando tienen que realizar un duro curso de formación específico en Operaciones Especiales. Esto les otorga el bagaje para conocer el nivel de rendimiento que se puede alcanzar en condiciones límite. Además los mandos participan en las maniobras al frente de sus hombres. La proximidad de trato entre tropa y mandos facilita el entrenamiento, favorece la integración del grupo y fomenta el compañerismo.
En 1957 se inició el primer curso para la obtención del título de aptitud para el mando de Unidades de Guerrilleros. Se impartió en Jaca con una duración de 10 meses a oficiales y suboficiales. La Escuela Militar de Montaña era centro de formación desde 1945 para mandos en especialidades de montaña. Se consolidó con los años en Jaca la docencia en operaciones especiales. En 2008 en coordinación con el Mando de Operaciones Especiales se comenzó el curso de Aptitud Básica en Operaciones Especiales dirigido a la tropa, impartido en Alicante.
Se realiza también el Curso de Aptitud Básica para Operaciones Especiales (CABOE), para que los militares de tropa obtengan los conocimientos requeridos en procedimientos y técnicas empleadas en unidades de Operaciones Especiales, con el fin de integrarse en un equipo operativo.

### Selección
Para formar parte de un equipo operativo hay que superar el Curso de Operaciones Especiales, que consta de tres fases:
- Curso de Paracaidismo Automático, impartido en la Escuela Militar de Paracaidismo de la Base Aérea de Alcantarilla (Murcia).
- Curso básico de Operaciones Especiales.
- Curso Avanzado de Operaciones Especiales.

#### Mandos
Los mandos de Operaciones Especiales pasan por un duro curso de selección y formación de casi dos años, común a todas las armas. Más de 400 candidatos se presentan cada año, apenas 150 superan la primera criba para asistir al curso. En la Escuela Militar de Montaña y Operaciones Especiales (EMMOE) de Jaca (Huesca) se realiza la mayor parte del curso. El Curso de Mando de Operaciones Especiales, de gran dureza, comienza en septiembre y termina en julio. Consta de distintas fases, que son fase de Montaña tanto estival como invernal; fase de buceo y operaciones anfibias; fase de paracaidismo, supervivencia entre otras.
- Los primeros meses alternan fase de montaña estival, con pruebas de rápel, escalada etc., y paracaidismo, una de las primeras aptitudes que tienen que pasar los aspirantes. A la entrada del invierno comienzan su fase de montaña invernal en la cual aprenden a esquiar con y sin equipo. También la realización de iglús para realizar los descansos durante la noche, grandes marchas con el equipo necesario como raquetas y crampones.
- Más adelante tendrán que realizar la fase de buceo y combate anfibio más conocido como buceador de asalto. Los aspirantes que a estas alturas de curso continúen aptos deberán enfrentarse a una dura fase de supervivencia en la cual han de encontrar alimento y agua. Añadido a esto deberán aprender a soportar la gran presión que se ejerce sobre un prisionero, siendo los mismos aspirantes prisioneros, sometidos a duras pruebas.
- Finalmente, hay un tercer módulo de ampliación que tiene como fin planear y ejecutar misiones de operaciones especiales simuladas como la realización de combate en población, rescate de prisioneros en zona enemiga, manejo de todo tipo de armamento con la mayor perfección .[37][38]

La parte de operaciones aeromóviles se lleva a cabo en Logroño, la de combate en población en Alicante, la anfibia se desarrolla en Cartagena (Murcia) y también en las Escuelas de Paracaidismo del Ejército del Aire y de Buceo de la Armada. Desde 1959 han ingresado en el curso cerca de 2.500 personas, pero se han diplomado 1.800, solo dos mujeres. Durante el curso el candidato debe aprender topografía, paracaidismo, inteligencia y contrainteligencia, operaciones aeromóviles, supervivencia, combate en montaña invernal, manejo de explosivos, operaciones en terreno urbano, buceo de combate, transmisiones, armamento y tiro, etc. Se busca seleccionar al alumno que sea capaz de desenvolverse y tomar decisiones bajo condiciones de presión física y mental extremas. El filtro principal del primer módulo del curso es la fase de Instrucción Técnica de Combate (ICT), la más temida y también exigente. El ICT dura solo quince días y durante esta fase es cuando más candidatos caen.
El nivel de exigencia es continua, así que a medida que se avanza el candidato pasa cada vez por más pruebas en que debe utilizar todo lo aprendido durante las fases anteriores del curso. Así se le pide que planifique y ejecute misiones de reconocimiento especial, acción directa y asistencia militar. Se pasa a trabajar solo con fuego real.

#### Tropa
Para los soldados de tropa la selección es igual de exigente. Deben pasar por el Curso de Aptitud Básica en Unidades de Operaciones Especiales (CABOE) para la tropa, que se realiza anualmente. Sólo la mitad de los aspirantes consiguen acabar. Cualquier aspirante debe superar previamente el Reconocimiento médico y la Prueba Anual de Evaluación de la Aptitud física (PAEF). Posteriormente se han de superar las pruebas físicas de acceso, quien las superan son seleccionados por orden de puntuación en las diferentes pruebas físicas hasta completar las plazas. Los militares de tropa realizan dos cursos, el CABOE de 4 meses y otro avanzado de cinco. 
La Escuela Militar de Montaña y Operaciones Especiales (EMMOE) se encarga de este extenso, exigente y variado programa contempla tres fases teórico-prácticas: la fase básica, la fase específica y la fase de aplicación.
El CABOE se realiza en Alicante y el avanzado en Jaca y Alcantarilla. Los soldados de tropas adquieren, tanto a nivel individual como de patrulla, las nociones de técnicas y procedimientos de operaciones especiales que les permitirán formal parte de un Equipo Operativo (EO).

#### Especialización
Completada la formación se elige una especialidad. Los que superan el curso se integran en un Equipo Operativo, la unidad elemental en la que cada componente adquiere una especialidad de puesto táctico (navegación, armamento, explosivos, sanitario, conductor/mecánico, radio, inteligencia). Todo miembro de un GOE es entrenado en buceo, montaña y movilidad pero la especialización se acentúa en un proceso formativo siempre abierto. Las especialidades requieren de unas destrezas potenciadas que se trabajan:
- Agua.
- Montaña.
- CQB-MOUT: combate en ambientes cerrados y operaciones militares en terreno urbano (Close Quarters Battle-Military Operations on Urban Terrain).
- Movilidad Táctica.
- Tiradores de precisión.

### Entrenamiento
Después de los cursos de Operaciones Especiales los "boinas verdes" o "guerrilleros" participan continuamente en maniobras con otras unidades españolas y de la OTAN para perfeccionar la coordinación en operaciones, no olvidando que estas deberán desarrollarse en muchos casos durante la noche. La presencia de Boinas Verdes españoles en maniobras militares en América se ha hecho cada vez más usual. Han tomado parte en los ejercicios Estrella Austral en Chile, además de participar algunos años en el exigente curso internacional de entrenamiento militar en la jungla Jaguar, que realiza la Legión Extranjera francesa en su Centro de Entrenamiento en la Selva en Guyana Francesa.
Cada año se realiza el ejercicio "Empecinado", preparado por el Mando de Operaciones Especiales para ensayar las tácticas y procedimientos. Además los soldados deben prepararse también con minuciosidad en función de la misión que se tenga que llevar a cabo para los despliegues en el extranjero que pueden llevarles a operar en países extranjeros como Irak, Afganistán o Líbano.

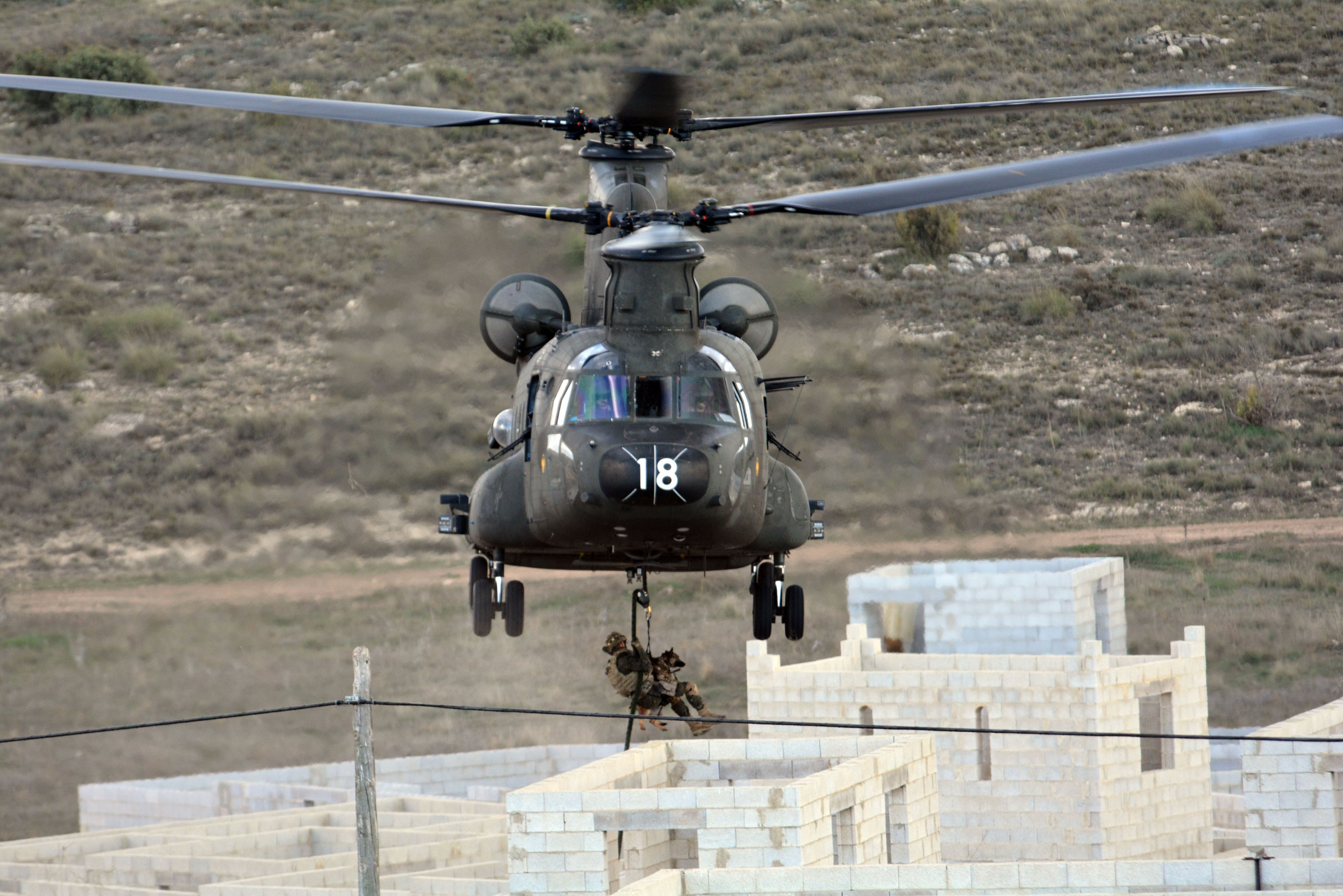
Entrenamiento de asalto aéreo durante las maniobras Trident Juncture 15

Las maniobras son frecuentes, abarcando todo tipo de ejercicios con un nivel de dificultad que crece de forma progresiva. Se practica de modo continuo e intensivo el tiro de combate y precisión, en movimiento y posición estática, de día y de noche, con armamento individual y colectivo, y con munición de fogueo y real. También se presta mucha atención al adiestramiento en el manejo de explosivos, que lleva el conocimiento de las trampas explosivas que pueden encontrarse en países extranjeros. El conocimiento y uso de las armas y medios más modernos es una obligación para todos los miembros de los equipos de operaciones especiales. Además es continuo el entrenamiento en habilidades como el patrullaje, para saber moverse en el campo y zonas urbanas con la máxima seguridad y evitando ser descubiertos. Se estudian y se entrenan el combate urbano, combate en montaña, infiltración anfibia, artes marciales, autoprotección contra la guerra química, biológica y bacteriológica. Los mandos del GOE emplean el entrenamiento continuo para que los soldados adquieran hábitos y sean capaces de adaptarse a cualquier circunstancia no prevista en el desarrollo de una misión (factor psicológico).
Los tiradores selectos y francotiradores se forman mediante cursos especializados impartidos por el MOE, y también asisten a cursos y concentraciones en otras naciones. En los últimos años los ejercicios con otros países han ganado en importancia. Así se realizan intercambios con unidades de la OTAN y se ha participado en ejercicios diversos en el extranjero. Boinas Verdes han acudido a Brasil y Belice para adiestrarse en combate en selva. Con Noruega se ha intercambiado experiencias de entrenamiento en clima ártico. Francia ha colaborado para adiestrar a la MOE en combate en zonas urbanas. La participación regular en los ejercicios Flintlock ha permitido potenciar el adiestramiento en ambiente desértico y el intercambio de procedimientos y experiencias con el personal de otras naciones.
También se realizan entrenamiento y formación para afinar otras habilidades: buceo, empleo equipos comunicación, manejo de armas y explosivos, etc.

### Especialidades
Dentro de cada GOE los distintos Equipos Operativos se especializan en Montaña, Agua, movilidad o Paracaidismo. Cada Equipo cuenta con entre quince y veinte efectivos. A sus habilidades individuales (Comunicaciones, asistencia sanitaria, etc) se suma la común del EO.

#### Intervención
El concepto de intervención agrupa en el MOE una serie de misiones de acción directa en zonas hostiles del extranjero. Estos EOs se entrenan con armamento, equipo y material específicos, así como unos procedimientos específicos. Bajo el nombre de Acción Directa o DA (Direct Action), se engloban las actuaciones que suelen tener una duración limitada y buscan destruir determinados objetivos (en especial los de alto valor), capturar a personas concretas o proceder a su eliminación, rescatar rehenes en manos de terroristas o fuerzas convencionales, realizar golpes de mano sobre aquellos emplazamientos que se decida atacar y señalizar objetivos para que otros medios acaben con ellos.

#### Agua
Cada GOE cuenta con un EO para realizar misiones en ambiente acuático. Están capacitados para inserción y extracción por el agua (ríos o costas). Los miembros se entrenan con equipos de buceo y deben aprender a manejar embarcaciones especiales (kayak, canoa, embarcaciones semirrígidas RHIB). Se entrenan intensivamente en como largar y recoger personal, lo que incluye lanzar sus embarcaciones desde helicópteros, submarinos y buques de superficie. Todo el personal del EO pasa por cursos de buceo y navegación en el Centro de Buceo de la Armada y el de Asalto de la Sección de Actividades Anfibias de Ingenieros.

#### Montaña
Los miembros del Equipo Operativo se entrenan en técnicas avanzadas para estar capacitados en realizar operaciones en zonas montañosas y condiciones climatológicas de frío extremo. Con esta especialización el EO es capaz de llevar a cabo misiones de reconocimiento y vigilancia especial, asistencia militar o acciones directas en este entorno de forma precisa, segura y lo más eficiente posible. Cualquier EO de Montaña debe tener conocimientos avanzados en el ambiente de montaña, estival o invernal. Algunos miembros tienen experiencia militar previa en alguno de los batallones de montaña o en la Compañía de Esquiadores Escaladores (CEE). A la cualificación superior en Montaña de la EMMOE (Escuela Militar de Montaña y Operaciones Especiales de Jaca ) se le suma un perfeccionamiento continuos de las capacidades individuales mediante la realización de ejercicios de formación de alto nivel y elevada exigencia ( Prácticas de travesía en nieve, preparación de pasos de circunstancias, escalada, preparación de refugios de circunstancias, movilidad con esquís y raquetas, ejercicios de inserción y extracción en montaña, etc). En la cualificación se incluyen despliegues por toda España y en países aliados de la OTAN del círculo polar ártico.
La especialidad en montaña es un diferencial frente a las unidades de operaciones especiales la Armada o del Ejército del Aire. Estuvo en la fundación de la unidad, ligada al entorno montañoso, y ha tenido una continua evolución técnica y profesional durante la vida de la unidad. Los niveles de dureza y sacrificio exigidos por la montaña están presentes en el espíritu fundacional de la unidad. Se cuenta con equipo especial para misiones en montaña (vestuario y equipo especializados, mochilas de montaña con funda de tono blanco, trajes de frío con esquema mimético para zonas con nieve, planchetas, esquís y botas de travesía, crampones, piolets técnicos y de travesía, raquetas de nieve y esquíes, puestos de observación herméticos en Goretex, etc).

#### Movilidad
Los miembros del EO especializado en movilidad están capacitados para infiltrarse con vehículos especiales a grandes distancias en terreno hostil y poder operar allí durante largos periodos de forma autónoma. Sus vehículos deben tener un tamaño que les permita ser transportados en helicóptero o avión y además deben tener depósitos de combustible de gran capacidad, medios sofisticados de navegación y armamento especial. Entre los distintos miembros pueden especializarse en ser navegadores, conductores, tiradores, seguridad, etc. Parte de su entrenamiento es ser capaz de desplazarse de noche y sin luces cubiendo distancias largas sin ser detectados.

## Armamento y Equipo

### Armamento individual
El armamento personal es la pistola HK USP y USP-SD, que puede equiparse con silenciador. En el MOE los tiradores selectos y de precisión emplean diferentes armas (en calibres 5,56mm, 7,62mm y 12,70mm). Hace unos años llegaron subfusiles UMP y pistolas USP Expert SD, acompañadas de supresores B&T. Se emplea el fusil de asalto de calibre 5,56mm HK G-36 variante K (Carabina) y o C (Compacta), los estándares de las Fuerzas Armadas Españolas pero modificado para sus necesidades. Al igual que la FGNE los fusiles HK-416 son empleados por el Mando de Operaciones Especiales (MOE) del Ejército de Tierra. Se cuentan con visores nocturnos AN/PVS-27, aptos para los rifles de francotirador o los G-36. El subfusil en calibre 4,6mm HK MP7 se ha comprado recientemente. Se cree que todavía deben estar en servicio subfusiles HK MP5, sobre todo las versiones silenciadas. El MOE parece que contará desde noviembre de 2022 con nuevas ametralladoras HK MG-5. En rifles de precisión se cuenta con los Accuracy AX del .338 Lapua Magnum con visor Schmitd & Bender 5-25x56mm PMII. El MOE también cuenta con fusiles de tirador selecto G28 en calibre 7,62 mm. En 2023 se compraron rifles semiautomáticos de precisión G28 para dotar a los tiradores selectos de los EOs del Mando de Operaciones Especiales.

### Otro equipo
Puede contarse con armas de apoyo: morteros ECIA de 60mm, lanzacohetes Instalaza C90, ametralladoras Browning M2, etc. También se cuenta con embarcaciones fueraborda, Kayaks y equipos de buceo.

### Vehículos terrestres
Durante años se ha experimentado e investigado en movilidad terrestre. Se recibió hace años de Jordania un vehículo Jankel FOX LRPV (Long Range Patrol Vehicle) basado en el Toyota Hilux y especialmente adaptado para operaciones especiales. En cuanto a vehículos se cuenta actualmente con unos pocos vehículos adaptados para operaciones especiales, que se han desplegado en maniobras en España y en el Sahel. Desde hace años hay 12 VLOE (Vehículo Ligero de Operaciones Especiales) Lathar modificados a partir de Nissan Patrol ML-6. Estos serán reemplazados por el VLOE o LT-ATV (Lightweight Tactical All Terrain Vehicles) EINSA Netón, basado en un Toyota Hilux. Además del MOE, también la Fuerza de Guerra Naval Especial y las Fuerzas Aeromóviles del Ejército de Tierra tomaron parte en la evaluación. Actualmente ya se están recibiendo los nuevos VLOE. Probablemente se adquieran además LT-ATV Polaris si el presupuesto lo permite. Tras solicitarlo durante largo tiempo finalmente se logró hace unos años la adquisición de vehículos de operaciones especiales, los URO VMOE (una transformación sobre la base del URO VAMTAC ST5). Durante años se analizaron las necesidades y se evaluaron vehículos de todo el mundo hasta decidirse por los URO. Sobre el ST5 la empresa UROVESA ha vendido al Mando de Operaciones Especiales 20 vehículos VMOE (Vehículo Medio de OE), habilitados para el transporte de los equipos operativos de movilidad durante misiones de reconocimiento profundo. Por ello incluye varios montajes para armas y soportes para llevar más combustible y municiones. También sobre el ST5 se ha comprado el VAP-OE (Vehículo Especial de Apoyo de OE), que ofrece una amplia zona de carga para hasta 2,5 toneladas.. Esto haría posible aumentar el radio de acción de un equipo operativo de movilidad a los 1.200 km. Los vehículos son empleados para poder entrar y salir rápidamente de territorio hostil, obedeciendo cada tipo de vehículo a unas necesidades de misión distintas.
Los Equipos de Movilidad del MOE están equipados oír tanto con el Vehículo Ligero de Operaciones Especiales (VLOE), el Uro VAMTAC ST5 con ametralladoras y lanzagranadas y el Vehículo Medio de Operaciones Especiales (VMOE). El MOE sigue así las tendencias en operaciones especiales de la OTAN, adaptando vehículos de serie a sus necesidades específicas (alcance, velocidad y discreción). Un requisito imprescindible es poder ser desplegados mediante helicópteros CH-47.

### Medios aéreos
La capacidad de inserción de los EO se ve potenciada con la colaboración de los helicópteros del Ejército de Tierra y sus tripulaciones especializadas mediante un constante entrenamiento en las complejas técnicas de Operaciones Especiales. Los helicópteros de las Fuerzas Aeromóviles del Ejército de Tierra (FAMET) deben ser capaces de formar una Special Operations Air Task Unit – Rotary Wing (SOATU-RW) en caso de ser requerido. Especialmente los Boeing CH-47 Chinook participan en maniobras llevando vehículos 4x4 y embarcaciones en carga externa y al EO en el interior, con lo que el alcance y capacidad de inserción y sorpresa de los EO aumenta.
Encuadrado en el Ala 48, el 803 Escuadrón de ala rotatoria es la unidad de Operaciones Aéreas Especiales del Ejército del Aire. Para ello dispone de los helicópteros HD.21 Super Puma, que cuentan con 
capacidad de visión nocturna (GVN), autoprotección activa y pasiva y capacidad ISR a través del FLIR. Habituados a trabajar con el EZAPAC en caso de necesidad también podrían trabajar con los boinas verdes.

### Unidad de Embarcaciones
El Grupo de Cuartel General del MOE integra a la Compañia de Apoyo al Combate, de la cual forma parte, desde 2016, la Unidad de Embarcaciones (UEMB). Su misión es proporcionar medios acuáticos al MOE, especialmente a los Equipos Especialistas de Agua. Para sus distintas misiones cuentan con lanchas semirrígidas (RHIB) que permiten una rápida inserción y extracción, tanto por el día como por la noche. La UEMB se entrena constantemente para apoyar también a los Equipos de Reconocimiento Especial, Acción Directa, etc, en acciones de inserción y extracción.
Todos los miembros de la UEMB están diplomados en el curso de operaciones especiales y adicionalmente cuentan con la titulación de patrón de Embarcación Militar. Muchos de ellos además cuentan con otros títulos como el de Buceador de Asalto y cursos de mecánica para su mantenimiento. Los botes están artillados y cuentan con un gran depósito de combustible, lo que les permite largas navegaciones a altas velocidades. En sus entrenamientos se navegan grandes distancias en ríos como el Guadalquivir o el Ebro. La Unidad de Embarcaciones también se ejercita con otras unidades, así cada año se coordinan ejercicios con los helicópteros de la FAMET.